# A.J. Styles

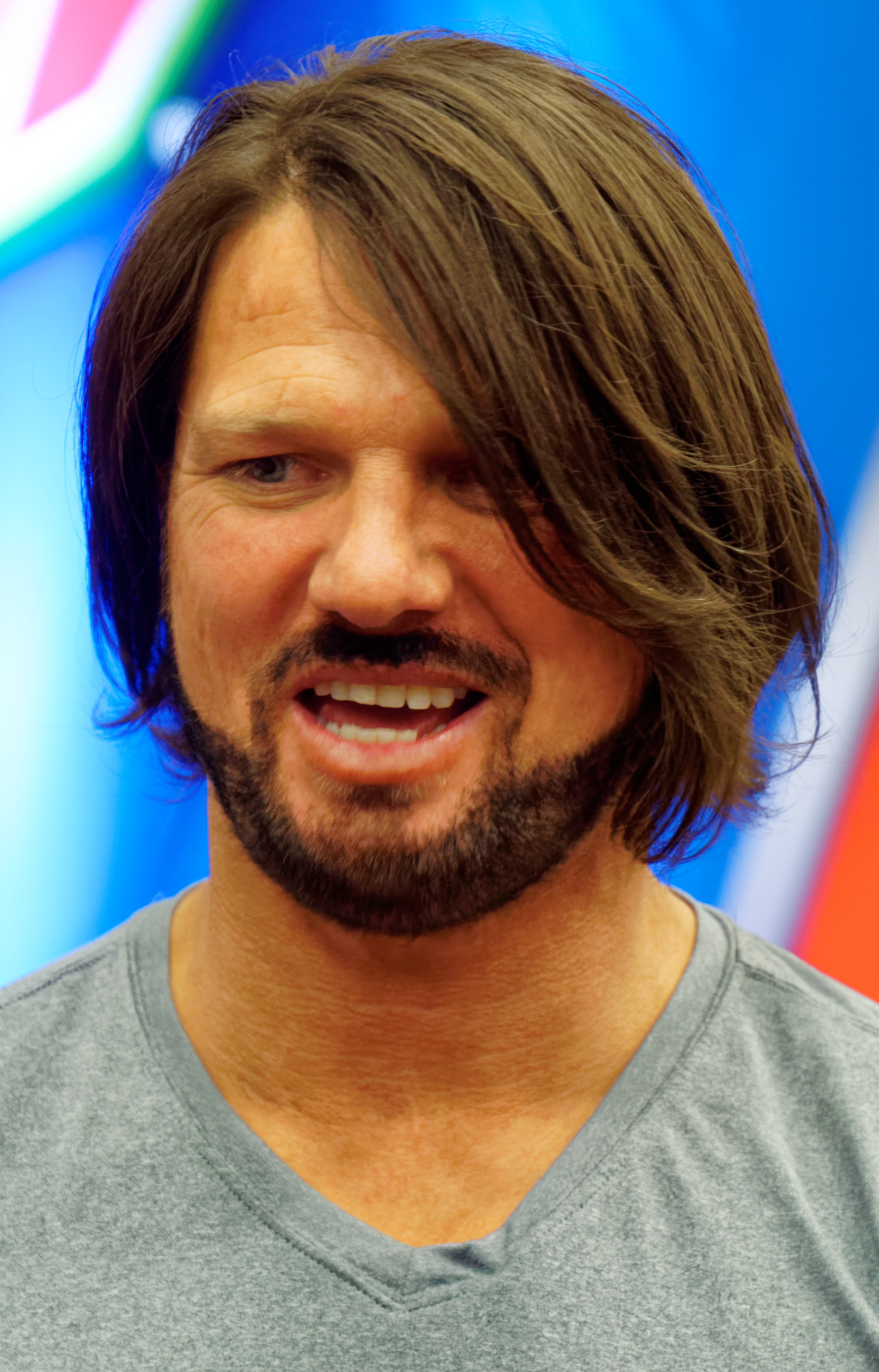
A.J. Styles, 2016

AJ Styles (Allen Jones), född 2 juni 1977 i Jacksonville, North Carolina, är en amerikansk fribrottare och en av WWEs (World Wrestling Entertainment) stora frontfigurer. 
A.J. studerade på Anderson College på wrestlingstipendium. Under sin collegetid deltog han i den årliga NAIA National Tournament i Las Vegas, 1998, innan han lämnade Anderson College och började sin karriär. Han började tränas av Rick Michaels och debuterade den 15 januari 1999 i den Georgiabaserade NWA som Mr.Olympia. Han förlorade mot Michael Brooks. Styles blev en succé i NCW genom att vinna både The Television och Lightweight Championships under åtta månader. I december 1999 slog sig NCW ihop med NWA för att forma NWA Wildside och Mr.Olympia döptes om till A.J. Styles.
Styles vann sitt nästa Television Championship den 11 januari 2000 genom att vinna över K-Krush. Han förlorade titeln sedan till Eddie Golden den första april men vann snart tillbaka den igen. Efter en kort period i WCW kom Styles tillbaka till NWA och började jaga efter WHC titeln där. Han vann titeln efter att ha pinnat Michaels, hans tränare, för titeln. 
Styles förlorade titeln till David Young 2002 i en Three Way Dance som också inkluderade Rick Michaels på Hardcore Hell. Strax efter signerade Styles med NWA: TNA. Han debuterade i den första vecko-PPV och teama upp med Jerry Lynn och Low-Ki för att sedan förlora mot The Flying Elvises (Jorge Estrada, Sonny Siak och Jimmy Yang.). Veckan efter, den 26 juli, besegrade Styles Lynn, Low-Ki och Psicosis i en Double Elimination Match för att bli den första någonsin TNA X Division Champion. Han vann sin andra titel på den tredje TNA PPV, temandes med Jerry Lynn och besegrade Lenny Lane och Bruce för NWA World Tag Team Champions. 
År 2003 började Styles fokusera sig på the NWA World Heavyweight Championship. Han besegrade David Flair för att bli Number One Contender för titeln. Styles mötte Jeff Jarrett den 19 februari om titeln, men där förlorade han. Den 11 juni besegrade Styles, Raven och Jarrett i en Three Way Match om Heavyweight championship. Han förlorade åter titeln till Jeff den 22 oktober. 
I januari 2004 blev A.J. Styles vald till "Mr.TNA" av fansen. Samma år började han fejda mot Jeff och Abyss och Styles förlorade en Number One Contender match mot Abyss. 
Den 21 april skulle Chris Harris att möta Jeff i en titelmatch men blev attackerad av Raven. Vince Russo bestämde att Styles skulle möta Jeff istället för Chris i en steel cage match. När Jeff försökte träffa Styles med sin gitarr hoppade Styles upp och krossade gitarren i luften med en Pelékick. 
Styles pinnade Jett och blev ny tungviktsmästare.
Styles återvände till X Divisionen 2005 och den 16 januari vann han ännu en gång The X Division Championship. Han började fejda med Christopher Daniels. Han förlorade även bältet till honom den 13 mars på TNA Destination X. Efter att ha förlorat bältet igen började han fejda med Abyss igen. På TNA Lockdown 2005 den 24 april besegrade han Abyss i en Steel Cage Match för Number One Contender. Han vann sedan över Jerrett igen för sitt tredje WHC-bälte. Han förlorade den sedan igen till Raven i en King of the mountain match. Styles besegrade sedan Samoa Joe och Daniels i en Three Way match för att bli X Division Champion för femte gången. Han förlorade den sedan till Daniels men återvann den igen i en Thirty Minutes Iron Match på TNA Bound of Glory 2005. Han förlorade sedan bältet till Samoa Joe på Turning Point. 
Styles vann The 2005 Mr. TNA award och mötte AMW om Tag Team bältena som han förlorade. Han mötte sedan Daniels och Joe i en Ultimate X Match på TNA Destination X och förlorade titeln till Daniels.
Han gjorde senare sin debut 2016 i WWE (World Wrestling Entertainment) där han deltog i Royal Rumble.

## Signaturmoves
- Styles Clash(Avslutare)
- Spiral Tap (Avslutare)
- Fosbury Flop
- Shooting Styles Press
- Pelé Kick
- Pump-Handle Gutbuster
- Torture Rack (Följs ofta upp med Torture Rack Bomb)
- Quebrada till en inverted DDT
- Phenomenal Forearm (Springboard Forearm Attack)
- Nip-Up Hurrancanrana
- Vertical Suplex till en Neckbreaker
- Deathlock med brygga